# Misso (commune)
Cet article concerne la commune. Pour le bourg, voir Misso (bourg).

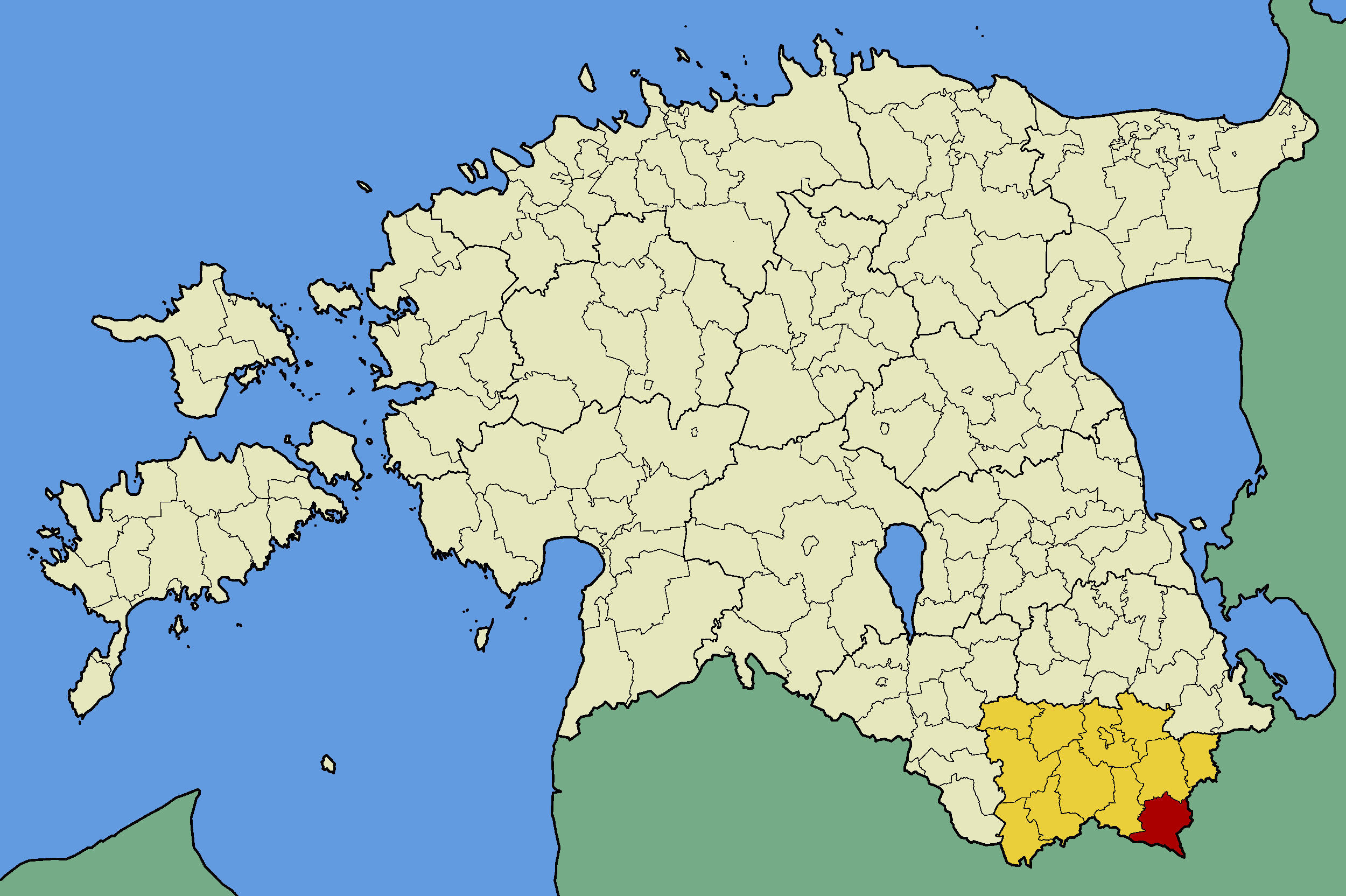
Localisation de l'ancienne commune de Misso (rouge), dans le comté de Võru (jaune).

Misso (en estonien : Misso vald) est une ancienne commune rurale d'Estonie située dans le comté de Võru. Le 1er janvier 2012, la population s'élevait à 666 habitants.

## Géographie
Elle s'étendait sur 189,9 km2 à l'extrémité sud-est du comté et du pays.
Elle comprenait un bourg, Misso, et les villages de Häärmäni, Hindsa, Hino, Horosuu, Hürsi, Käbli, Kärinä, Kaubi, Kimalasõ, Kiviora, Koorla, Korgõssaarõ, Kossa, Kriiva, Kundsa, Kurõ, Laisi, Leimani, Lütä, Määsi, Mauri, Missokülä, Mokra, Möldre, Muraski, Napi, Pältre, Parmu, Pedejä, Põnni, Põrstõ, Pruntova, Pulli, Pupli, Rammuka, Rebäse, Ritsiko, Saagri, Saagrimäe, Saika, Sakudi, Sandi, Sapi, Savimäe, Savioja, Siksälä, Suurõsuu, Tiastõ, Tiilige, Tika, Toodsi, Tserebi, Tsiistre et Väiko-Tiilige.

## Histoire
À la suite de la réorganisation administrative d'octobre 2017, elle a fusionné avec Haanja, Mõniste, Rõuge et Varstu pour former la nouvelle commune de Rõuge. Une partie de son territoire, le long de la frontière avec la Russie, a été rattachée à la commune de Setomaa.